# Опровержение
Опровержение — рассуждение, направленное против тезиса с целью установления факта его ложности (иногда недоказанности).
Существует несколько приёмов опровержения. Если верным является отрицание тезиса, то вопрос об истинности утверждения отпадает. Распространённым способом является также «опровержение фактом»: вполне достаточно показать одного альбиноса, чтобы дать опровержение того, что «альбиносы не существуют».
Более сложный логический способ опровержения — вывод следствий, которые противоречат истине. Если одно следствие из утверждения ложно, то и само утверждение является ложным.
Ещё один способ — доказательство следствий отрицания тезиса, так как утверждение и его отрицание не могут быть одновременно истинными (впрочем, это допустимо, лишь если действует Закон исключённого третьего).
Опровержение также используется в эвристике. В научной эвристике при выдвижении гипотезы или теории происходит последующая их проверка опытом. Если они опровергаются эмпирическими данными, это показывает ограниченность их применения или ошибочность.
В логике и риторике опровержение называют словом антилепсис.